# Бикамерализм (психология)
Бикамерализм (англ. Bicameralism, философия «двухкамерности») — это гипотеза в психологии, утверждающая, что человеческий разум однажды принял состояние, в котором познавательные функции были разделены между одной частью мозга, которая выступает «говорящей», и второй частью, что слушает и повинуется — бикамеральный разум. Этот термин был придуман Джулианом Джейнсом, который представил эту идею в своей книге 1976 г. «Происхождение сознания в процессе краха бикамерального разума», где он предположил, что бикамеральный склад ума был нормальным и повсеместным состоянием человеческого разума не позднее, чем 3000 лет назад.
Иначе говоря, теорией двухкамерного сознания утверждается, что примерно 3000 лет  назад внутренний диалог воспринимался людьми как конкретные слуховые ощущения внешнего происхождения. Свидетельства тому Джейнс находит в древних культурных артефактах, например Илиаде, статуэтках с необычно большими глазами, монументальной архитектуре того времени, наличия в каждом жилище домашних алтарей. Между Илиадой и Одиссеей существует качественное различие — герои Илиады не занимаются интроспекцией, не обнаруживают наличия у них внутреннего мира сознания. Таким образом люди того времени — полусознательные автоматы, которые в своих решениях полагаются на направляющие «голоса», а статуэтки, архитектура, домашние алтари и проч. — не что иное, как помощь для таких галлюцинаций.
Вследствие усложнения социального мира людей в ходе катастрофы бронзового века (по сравнению со строго иерархическими обществами до того) «голоса» стали не только не нужны, но даже мешать, а усложнение социальных реалий (в связи с массовыми миграциями и другими событиями) потребовало более гибкого и адаптивного склада ума, со сложным сознанием, способным к интроспекции и самоосознанию. С этим связан конец (крах) бикамерного сознания и возникновение привычного нам субъективного сознания. Но людям, еще слышавшим голоса богов, еще некоторое время находили применение в качестве оракулов и т. п. Такие же явления, как гипнотизм, глоссолалия, шизофрения, согласно этой теории, являются ни чем иным, как отголосками того времени.
«Происхождение сознания в процессе краха двухпалатного разума» — в этой работе автор исследовал самые древние корни европейского безумия. Исследуя древнегреческие памятники «Одиссея», «Илиада», он обнаружил, что во времена Гомера не было безумных, они появились только во времена Платона. Ранний Платон уже начал выделять четыре вида безумия, определяемые, кстати, лишь одним термином, — паранойя.

## Реакции
Эволюционный биолог и атеист Ричард Докинз упоминает теорию двукамерного разума в своей книге «Бог как иллюзия» и так отзывается о книге Джейнса:
«Подобные книги, как правило, или полностью бредовы, или абсолютно гениальны, среднего не дано. Возможно — первое, но пока не могу сказать наверняка.»